# Vacunación contra la COVID-19 en Uruguay
La vacunación contra el COVID-19 en Uruguay es la estrategia nacional de inoculación con el objetivo de vacunar contra el COVID-19 a la población del país, en el marco de un esfuerzo mundial para combatir la pandemia de COVID-19. El proceso, que inició el 1 de marzo de 2021 se convirtió en uno de los más rápidos del mundo.

## Antecedentes
El 22 de enero de 2021, el presidente Luis Lacalle Pou anunció a través de su cuenta de Twitter que el Gobierno había cerrado un acuerdo con Pfizer y Sinovac Biotech para el suministro de vacunas al país, al tiempo que se estaba negociado con otros laboratorios. Un día más tarde brindó una conferencia de prensa, en la que informó que el acuerdo constaba de dos millones de dosis de la vacunaTozinamerán y 1.750.000 de la vacuna Coronavac, y que la llegada las mismas se daría en el mes de marzo. Asimismo, confirmó que el país participaría del mecanismo COVAX, que le proporcionaría 1,5 millones de dosis, que permitirían inmunizar a 750.000 personas. El 23 de febrero, un avión Lockheed C-130 Hercules de la Fuerza Aérea Uruguaya viajó a Alemania para adquirir cuatro ultra-congeladores necesarios para la refrigeración de las vacunas.
Las primeras vacunas arribaron al país el 26 de febrero de 2021; se trató de un lote de 192 mil dosis de Coronavac.

## Desarrollo
El 27 de febrero se inocularon a 370 vacunadores. La primera persona vacunada en el país se trató de una administrativa de 22 años en la ciudad de Canelones, que se encargaría del registro y la firma del consentimiento de las personas cuando acudan al centro de vacunación.
El 1 de marzo comenzó el plan de vacunación con un total de 90 vacunatorios en todo el país, siendo 44 del interior y 46 en Montevideo. En la primera etapa se vacunaron a trabajadores de la educación y del Instituto del Niño y Adolescente (INAU); funcionarios policiales, militares, bomberos; y funcionarios aduaneros de la primera línea de control, es decir, de aeropuertos, puertos y fronteras secas. Todos debían estar trabajando activamente y de ser menores de 60 años. En la primera semana 72.600 personas fueron inoculadas.
El 12 de marzo comenzó la vacunación para 13 400 presos de todo el Uruguay. El mismo día se abre la agenda para personas de entre 50 y 70 años que residen en las ciudades fronterizas con Brasil, como Bella Unión, Artigas, Rivera, Río Branco y Chuy.

## Etapas de la vacunación
Según detalla Ministerio de Salud Pública, «El Plan se hará en forma progresiva, escalonada y en el menor tiempo posible. Los plazos estarán condicionados a la llegada de las vacunas y se priorizarán los grupos según su función, riesgo de enfermar gravemente, riesgo de exposición y vulnerabilidad social»’’
A continuación, un cuadro detallando las etapas del plan de vacunación:
| Fase    | Grupo poblacional |
| ------- | --- |
| Etapa 1 | - Población en general de 55 a 59 años. - Personas en diálisis crónica o en lista de espera de trasplante. - Trabajadores de la educación, maestros y profesores de la educación inicial, primaria y secundaria (excepto docentes y funcionarios universitarios). - Policías, bomberos y militares en actividad. - Trabajadores del INAU en actividad. - Personal aduanero de la primera línea de control en aeropuertos, puertos y frontera seca.Vacuna Coronavac de Sinovac.              |
| Etapa 2 | - Personal de la salud que trabaja en CTI, de servicios de apoyo a cuidados intensivos, personal de atención extrahospitalaria, de puertas de emergencia y urgencia, de internación hospitalaria, block quirúrgico e hisopadores. Emergencias móviles. Vacuna Tozinamerán de Pfizer y BioNTech. - Adultos residentes en instituciones y personal de atención. Vacuna Tozinamerán. - Presos de todo el Uruguay. - Personas entre que residen en las ciudades de la frontera de 50 a 70 años. |
| Etapa 3 | - Adultos mayores: se comienza por los de 80 años (141.000 personas). - Personal de salud: odontólogos, psicólogos, fisioterapeutas, y otras especialidades. |
| Etapa 4 | - Personas entre 50 y 70 años (700.000 personas en Uruguay), vacuna Coronavac de Sinovac. |

## Estadísticas
- Actualizado: 14 de marzo de 2021.

### Progreso (síntesis nacional)
| Fecha      | Dosis aplicadas |
| ---------- | --------------- |
| 27/02/2021 | 371             |
| 28/02/2021 | 0               |
| 01/03/2021 | 18 052          |
| 02/03/2021 | 14 717          |
| 03/02/2021 | 21 340          |
| 04/03/2021 | 8972            |
| 05/03/2021 | 9200            |
| 06/03/2021 | 0               |
| 07/03/2021 | 0               |
| 08/03/2021 | 28 151          |
| 09/03/2021 | 21 826          |
| 10/03/2021 | 25 169          |
| 11/03/2021 | 22 520          |
| 12/03/2021 | 23 334          |
| 13/03/2021 | 10 517          |
| 14/03/2021 | 0               |
| Fuentes    |                 |

### Por departamento
| Montevideo     | 96 090  |
| Canelones      | 20 418  |
| Maldonado      | 11 612  |
| Rivera         | 7338    |
| Colonia        | 6912    |
| Salto          | 6377    |
| San José       | 5643    |
| Tacuarembó     | 5358    |
| Cerro Largo    | 5144    |
| Durazno        | 4517    |
| Rocha          | 3952    |
| Artigas        | 4281    |
| Paysandú       | 5071    |
| Soriano        | 4650    |
| Florida        | 4919    |
| Lavalleja      | 3468    |
| Treinta y Tres | 2963    |
| Río Negro      | 3086    |
| Flores         | 1952    |
| Total          | 204 169 |
| Fuentes        |         |